# Medio ambiente de Argentina
El medio ambiente de Argentina se caracteriza por una alta biodiversidad.

## Biodiversidad

### Norte
Las plantas subtropicales dominan el Gran Chaco en el norte, con el género de árboles Dalbergia bien representado por el palo de rosa de Brasil y el árbol de quebracho; también predominan los árboles de algarrobo blanco y negro (Prosopis alba y Prosopis nigra).
Varias especies viven en el norte subtropical. Los animales destacados incluyen grandes felinos como el jaguar y el puma; primates (mono aullador ); grandes reptiles (yacarés), el tegu argentino blanco y negro. Otros animales incluyen el tapir, el pecarí, el carpincho, el perro de monte y varias especies de tortugas terrestres y terrestres. Hay una gran variedad de aves, entre las que destacan colibríes, flamencos, tucanes y golondrinas.
Las montañas occidentales son el hogar de animales como la llama, el guanaco y la vicuña, que se encuentran entre las especies más reconocibles de América del Sur. También en esta región se encuentran el zorro, la vizcacha, el gato montés andino, el kodkod y el ave voladora más grande del Nuevo Mundo, el cóndor andino. 
En Cuyo abundan los arbustos espinosos de climas semiáridos y otras plantas xerófilas. A lo largo de los numerosos ríos crecen pastos y árboles en cantidades significativas. La zona presenta condiciones óptimas para el crecimiento a gran escala de la vid. En el noroeste argentino hay muchas especies de cactus. No crece vegetación en las elevaciones más altas (por encima de los 4000 m (4374,5 yd) ) debido a la altitud extrema.

### Centro
En el centro de Argentina, las pampas húmedas son un verdadero ecosistema de pradera de pastos altos. Los pastizales centrales están poblados por el oso hormiguero gigante, el armadillo, el gato de las pampas, el lobo de crin, la mara, las cavias y el ñandú , una gran ave no voladora. Gavilanes, halcones, garzas y tinamús (perdiz, "falsas perdices" argentinas) habitan en la región. También hay venados de las pampas y zorros de las pampas. Algunas de estas especies se extienden hasta la Patagonia. El hornero, pájaro onmipresente en esta zona, fue elegido ave nacional después de una encuesta en 1928.
La pampa original prácticamente no tenía árboles; algunas especies importadas como el sicómoro americano o el eucalipto están presentes a lo largo de los caminos o en pueblos y estancias. El ombú es la planta siempre presente. Los suelos superficiales de la pampa son de color negro intenso, principalmente molisoles, conocidos comúnmente como humus. Esto hace que la región sea una de las más productivas en agricultura de la Tierra; sin embargo, esto también es responsable de diezmar gran parte del ecosistema original, para dar paso a la agricultura comercial. La pampa occidental recibe menos precipitaciones, esta pampa seca es una llanura de pastos cortos o estepa.
La mayor parte de la Patagonia se encuentra bajo la sombra de lluvia de los Andes, por lo que la flora, los arbustos y las plantas arbustivas, se adaptan a las condiciones secas. El suelo es duro y rocoso, lo que hace imposible la agricultura a gran escala excepto a lo largo de los valles de los ríos. Los bosques de coníferas en el extremo occidental de la Patagonia y en la isla de Tierra del Fuego incluyen alerce, ciprés de la cordillera, ciprés de las guaitecas, huililahuán, lleuque, mañío hembra y pehuén, mientras que los árboles de hoja ancha incluyen varias especies de Nothofagus como el coihue, la lenga y ñire . Otros árboles introducidos presentes en las plantaciones forestales son el abeto, el ciprés y el pino. Las plantas comunes son el copihue y el colihue.

### Sur
El sur de Argentina es el hogar del puma, el huemul, el pudú (el ciervo más pequeño del mundo) y el jabalí no nativo introducido. La costa de la Patagonia es rica en vida animal: elefantes marinos, lobos marinos, lobos marinos y especies de pingüinos. El extremo sur está poblado por cormoranes .
Las aguas territoriales de Argentina tienen abundante vida marina; mamíferos como delfines, orcas y ballenas como la ballena franca austral, un gran atractivo turístico para los naturalistas. Los pescados de mar incluyen sardinas, merluzas argentinas, lampugas , salmones y tiburones; también están presentes el calamar y el cangrejo real (centolla) en Tierra del Fuego. Los ríos y arroyos de Argentina tienen muchas especies de truchas y el pez dorado sudamericano. 
Las especies de serpientes bien conocidas que habitan en Argentina incluyen boa constrictor y yarará. 

## Hidrografía
La hidrografía de Argentina estudia los cuerpos de agua naturales del país, que incluyen ríos, lagos, humedales, campos de hielo y aguas subterráneas; además de los creados por la acción del hombre, como embalses y canales.

## Problemas ambientales
Argentina obtuvo una puntuación media en el Índice de Integridad del Paisaje Forestal de 2018 de 7,21/10, ubicándose en el puesto 47 a nivel mundial entre 172 países.

### Deforestación en Argentina
La deforestación en Argentina es una de las principales causas de degradación de ambientes, aumento de inundaciones y de pérdida de biodiversidad. Según estimaciones de la FAO, la tasa de deforestación en Argentina es de un 0.8 % de deforestación anual, una de las más altas de América del Sur.Las prácticas de estos sectores no incluyen técnicas de conservación y regeneración, por lo que su estrategia es talar y deforestar hasta agotar el recurso.
La tasa de deforestación es actualmente de un promedio de 1.1 millones de hectáreas anuales. El 80 % de la deforestación en Argentina se concentra en cuatro provincias: Santiago del Estero, Salta, Formosa y Chaco. La región chaqueña es la más afectada por la deforestación y Santiago del Estero es la provincia argentina donde más se ha deforestado. Durante 2020, a pesar de la pandemia por el coronavirus, la tasa de deforestación aumentó con respecto al 2019.